# 10-я армия (Италия)
10-я армия (итал. 10 Armata) — итальянская армия, принимавшая участие во Второй мировой войне. Армия участвовала в сражениях на территории Египта и Ливии. Была полностью разгромлена британскими войсками в ходе Ливийской операции.

## Боевой путь. Сражения в Северной Африке
10-я итальянская армия была сформирована в Ливии 15 октября 1939 года. В сентябре 1940 года в составе трёх корпусов (21-й, 23-й и Ливийский) армия участвовала во Вторжении в Египет, в ходе которого сумела продвинуться до Сиди-Баррани, где прекратила наступление и заняла оборону.
8 декабря началось контрнаступление британских войск, которое привело к разгрому 10-й армии и окружения основных её сил у Беда-Фоммы. 7 февраля 1941 года остатки армии капитулировали. Британцами было пленено около 20 тысяч человек, захвачено более 200 орудий и 120 танков.

## Командующие армией
- генерал Франческо Гуйди (1939—1940)
- генерал Марио Берти (1940)
- генерал Итало Гарибольди (1940)
- генерал Джузеппе Теллера (1940—1941)